# ЦКС Шумице
Центар за културу и спорт Шумице (ЦКС Шумице) је спортски, образовни и културни центар у Београду, Србија. Центар се налази у насељу Шумице у општини Вождовац. Изграђен је 1973, а са радом је почео 24. маја 1974. под називом Дом пионира и омладине Вождовац (ДПО Вождовац).
Површина ЦКС Шумице је 5.817 m², а у склопу њега се налази велика спортска дворана капацитета 2.000 гледалаца, затим сала са позорницом са 350 места, прес сала, сала за стони тенис...
Шумице као домаћи терен служе многим спортским клубовима, а неки од њих су БКК Раднички, РК Црвена звезда, ОК Партизан, ОК Црвена звезда, ЖОК Црвена звезда, КМФ Марбо итд.